# Exposition du Werkbund de 1914

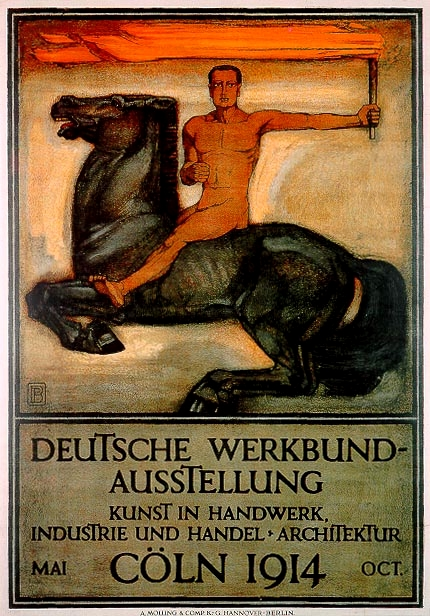
Peter Behrens : affiche de l'exposition du Deutscher Werkbund de Cologne en 1914.

La première exposition du Werkbund a lieu à Cologne en Allemagne en 1914. Cette exposition est organisée par le Deutscher Werkbund, association de promotion de l'innovation dans les arts appliqués et l'architecture. Parmi les réalisations les plus emblématiques se trouve le Palais de glace de Bruno Taut et sa coupole prismatique. D’autres architectes de renom y présentent des édifices bâtis ou en maquettes, tels Walter Gropius, Adolf Meyer, Henry Van de Velde ou encore Margarete Knuppelholz-Roeser.

## Histoire

### L’exposition de 1914
L’exposition est organisée principalement à l’initiative de Konrad Adenauer, futur Chancelier fédéral d'Allemagne après la Seconde Guerre mondiale, qui est alors membre du Deutscher Werkbund et bourgmestre colonais. La ville de Cologne alloue pour l’événement un budget de 5 million de mark-or (équivalent à 
47 million 2009 €). Conçue dès 1912, l’exposition ouvre le 15 mai 1914 et doit se terminer à la fin octobre de la même année. Cependant l’exposition est  fermée prématurément le 8 août à la suite du déclenchement de la Première Guerre mondiale. les bâtiments d'exposition sont démolis peu après.

### Projets exposés
- Palais de glace de Bruno Taut[1]
- Théâtre d’Henry Van de Velde[2]
- Usine Modèle de Walter Gropius[3]

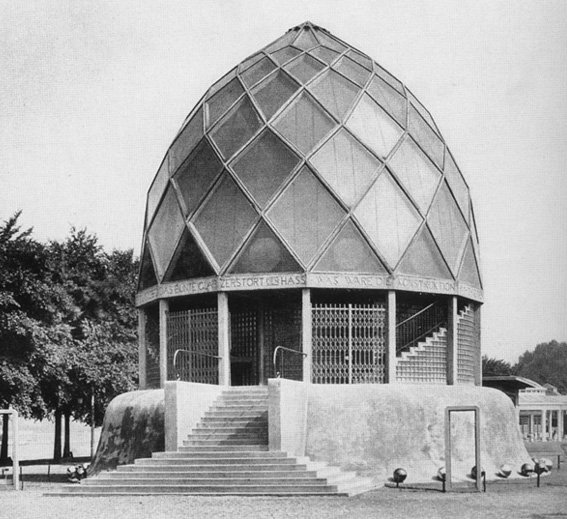
Pavillon de glace de Bruno Taut.

- Haus Der Frau de Margarete Knüppelholz-Roeser
- Véhicules de Ernst Neumann-Neander

### Expositions postérieures
Le Deutscher Werkbund organise deux expositions après la guerre. La seconde, dirigée par Mies van der Rohe, prend place à Stuttgart en 1927. Elle comprend la création de la cité de Weißenhof. La troisième exposition du Werkbund est prévue pour 1937, mais la Grande Dépression met un coup d’arrêt à son organisation puis les Nazis s'y opposent et finalement dissolvent le Werkbund. Cette troisième exposition a finalement lieu à une moindre échelle au sortir de la Seconde Guerre mondiale en 1949, à nouveau à Cologne. C’est la dernière exposition du Werkbund.